# Стигелл, Роберт

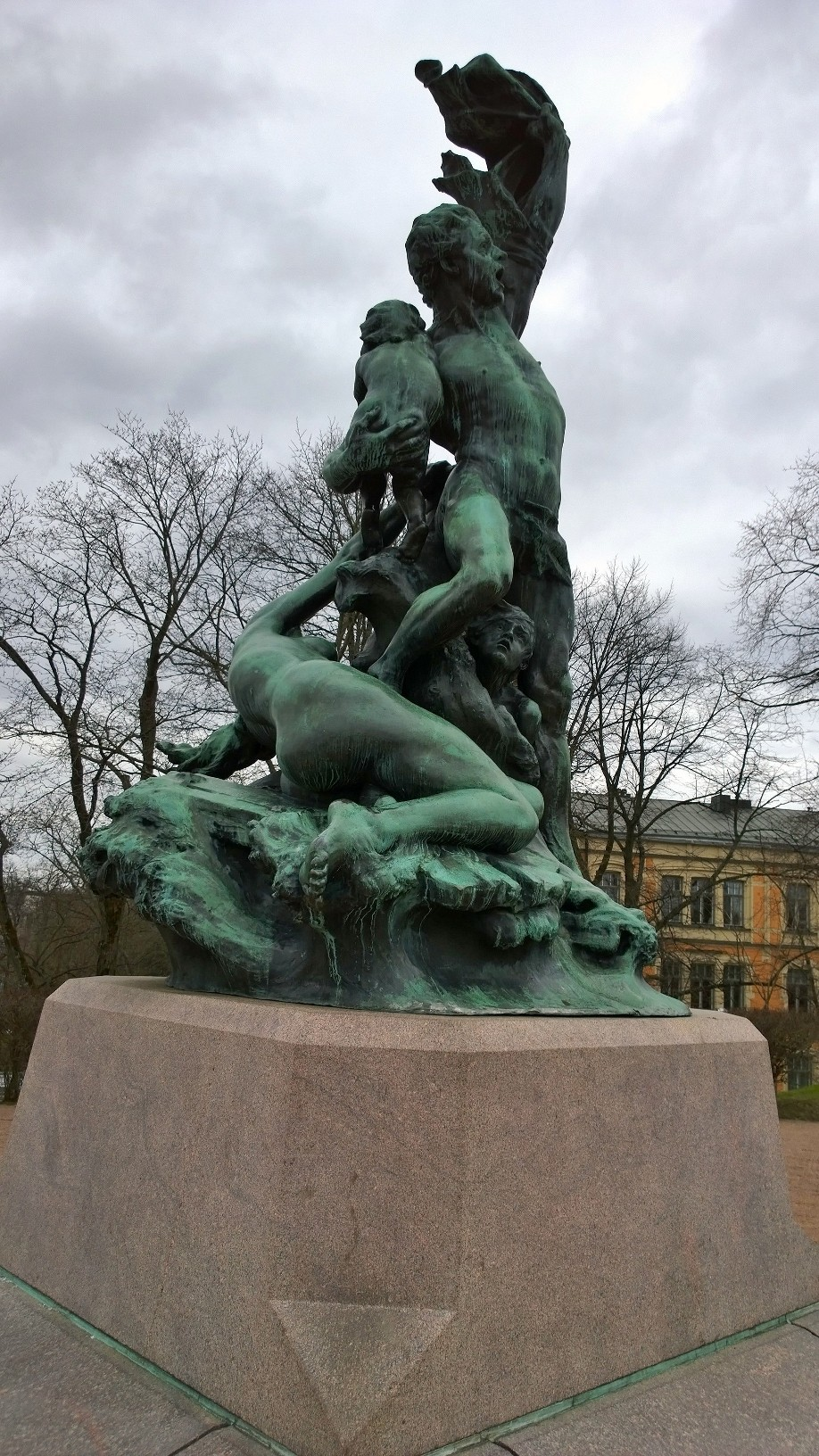
Памятник потерпевшим кораблекрушение, Хельсинки, 1898.

Роберт Константин Стигелл (фин. Robert Stigell; 4 мая 1852, Свеаборг — 1 декабря 1907, Гельсингфорс, Великое княжество Финляндское, Российская империя) — финский скульптор.

## Биография
Сын каменотёса. В 15-летнем возрасте отправился в Санкт-Петербург, где стал изучать работу с камнем в Рисовальной школе Художественного общества Финляндии (1869—1870), затем с 1872 по 1876 год учился в Академии Святого Луки в Риме и в Школе изящных искусств в Париже (1876—1878).
Прожил в Париже почти 20 лет.
Автор памятников и скульптур, статуй, украшающих здания Хельсинки и других городов. Самая известная скульптура — бронзовый памятник погибшим при кораблекрушении высотой 4,5 м на Обсерваторной горе в Хельсинки.

## Избранные работы

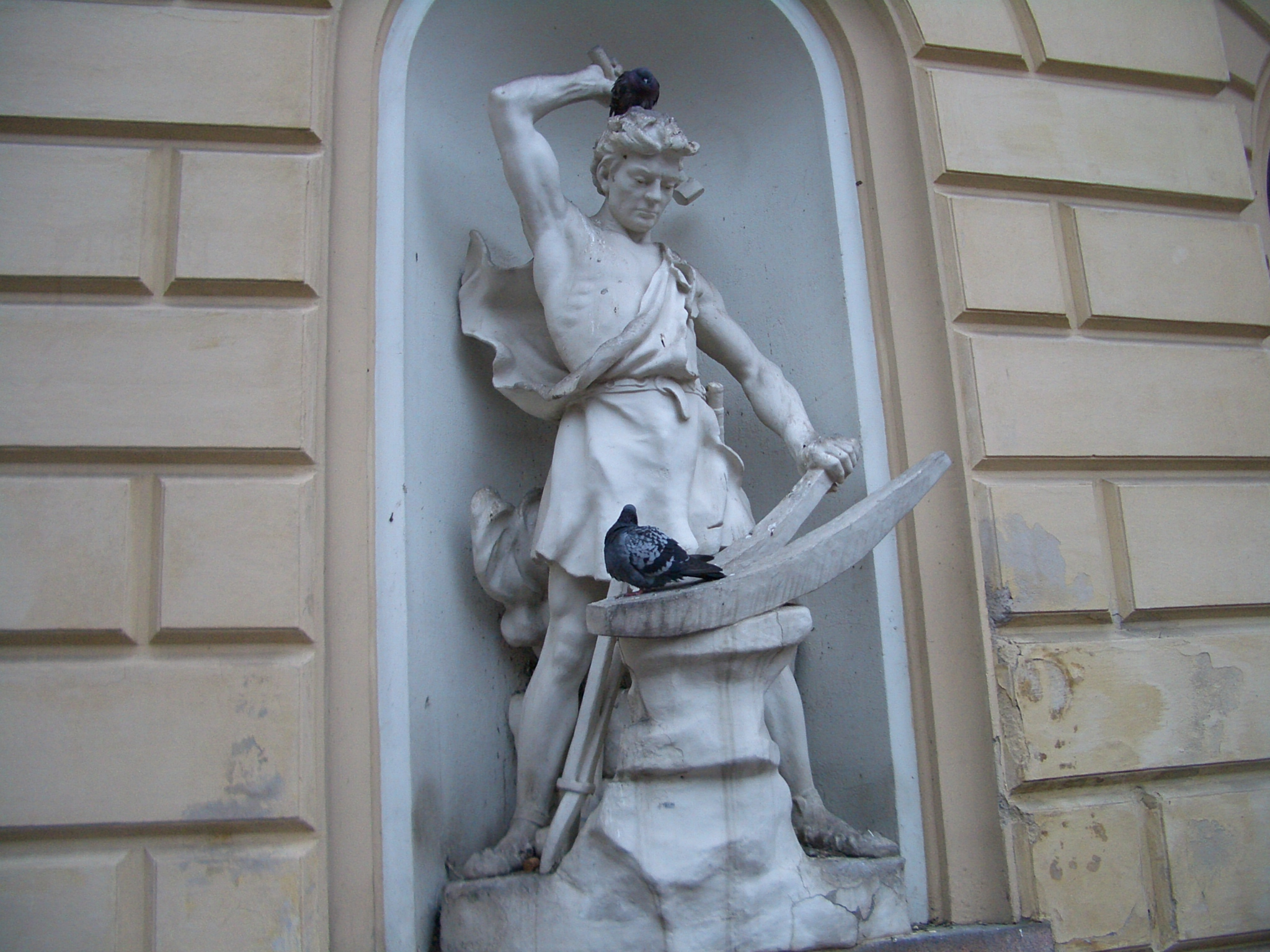
Ilmarinen, 1887.
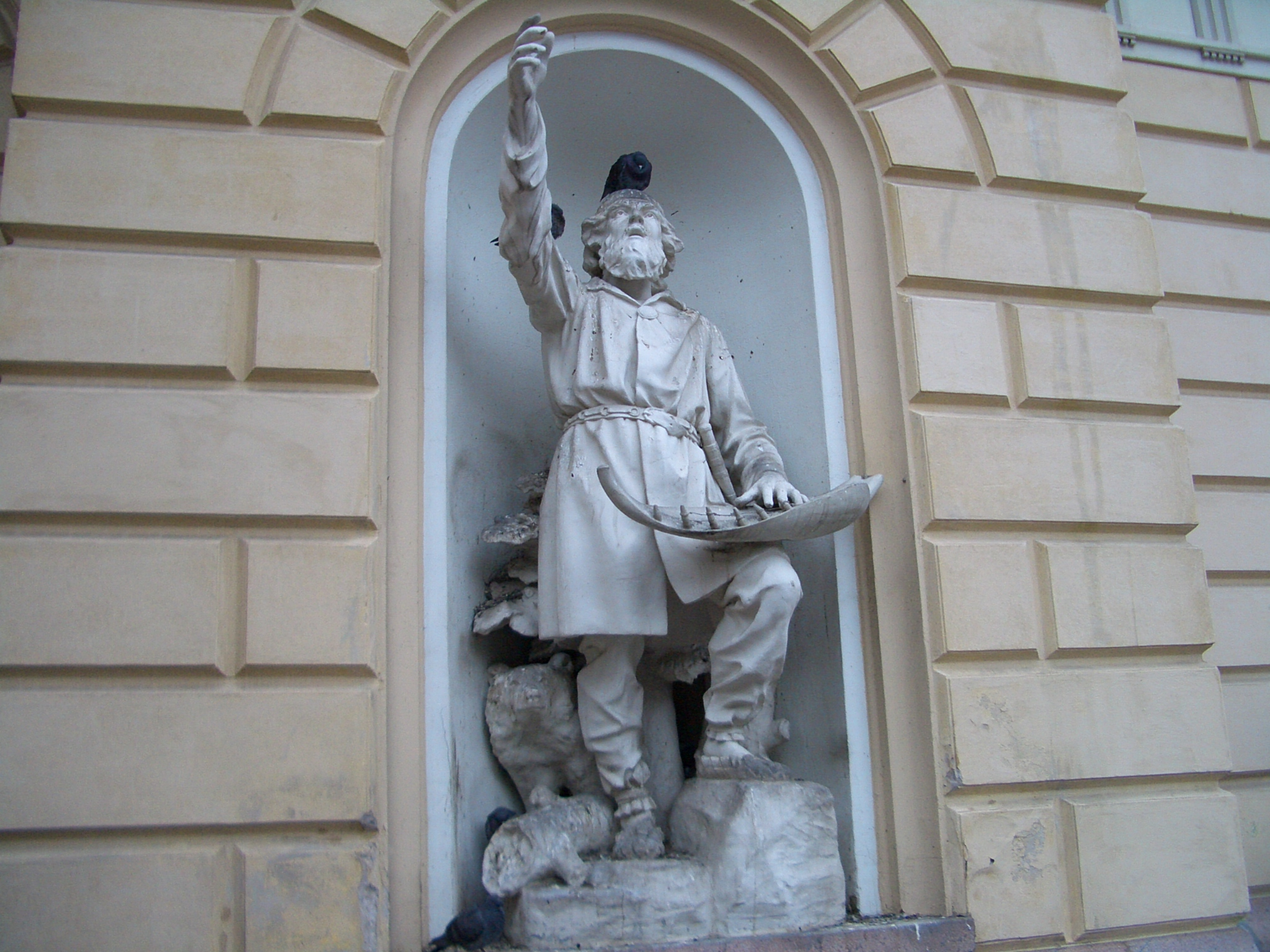
Väinämöinen, 1887.
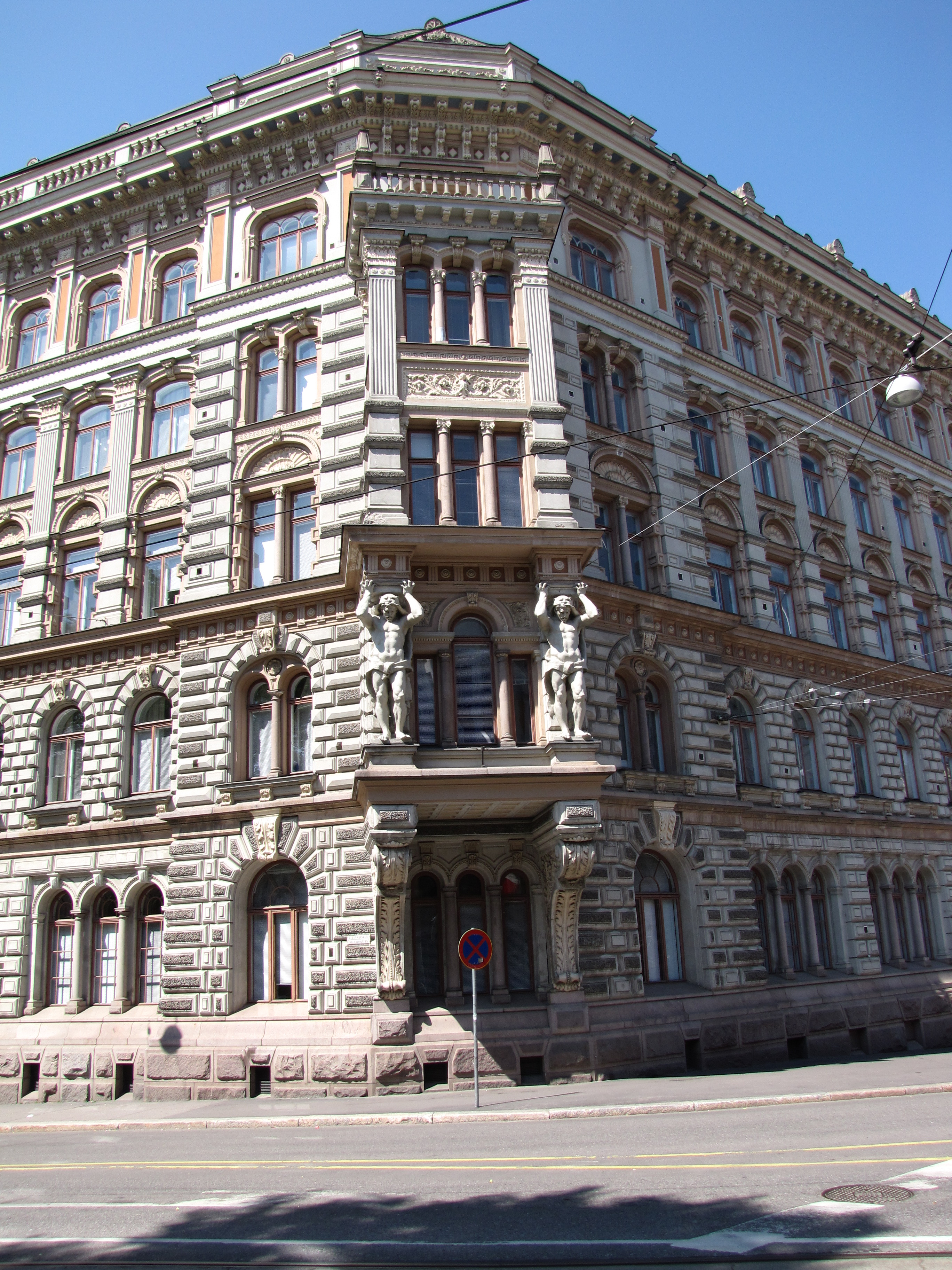
Атланты, 1889.
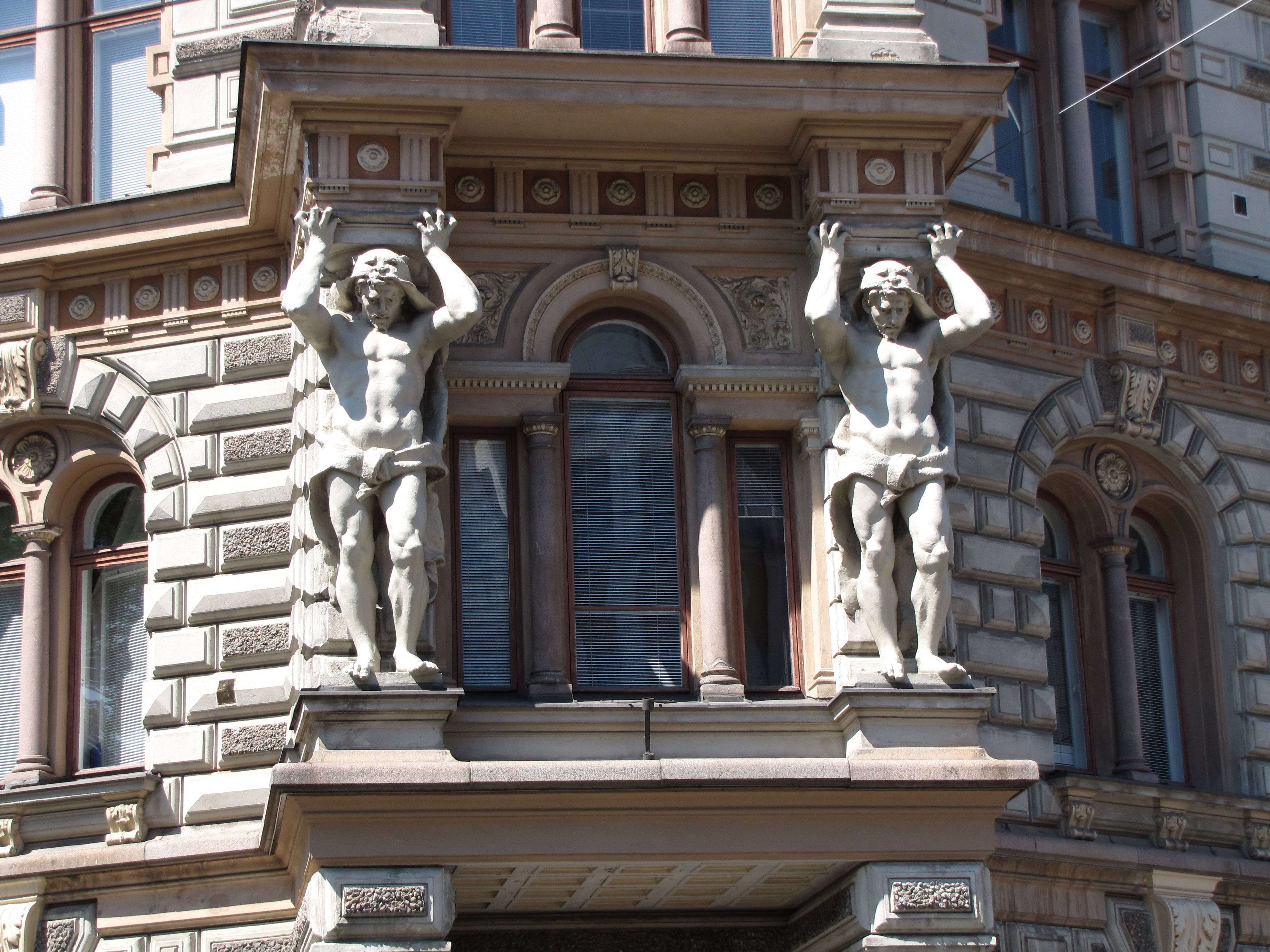
Атлант, 1889.
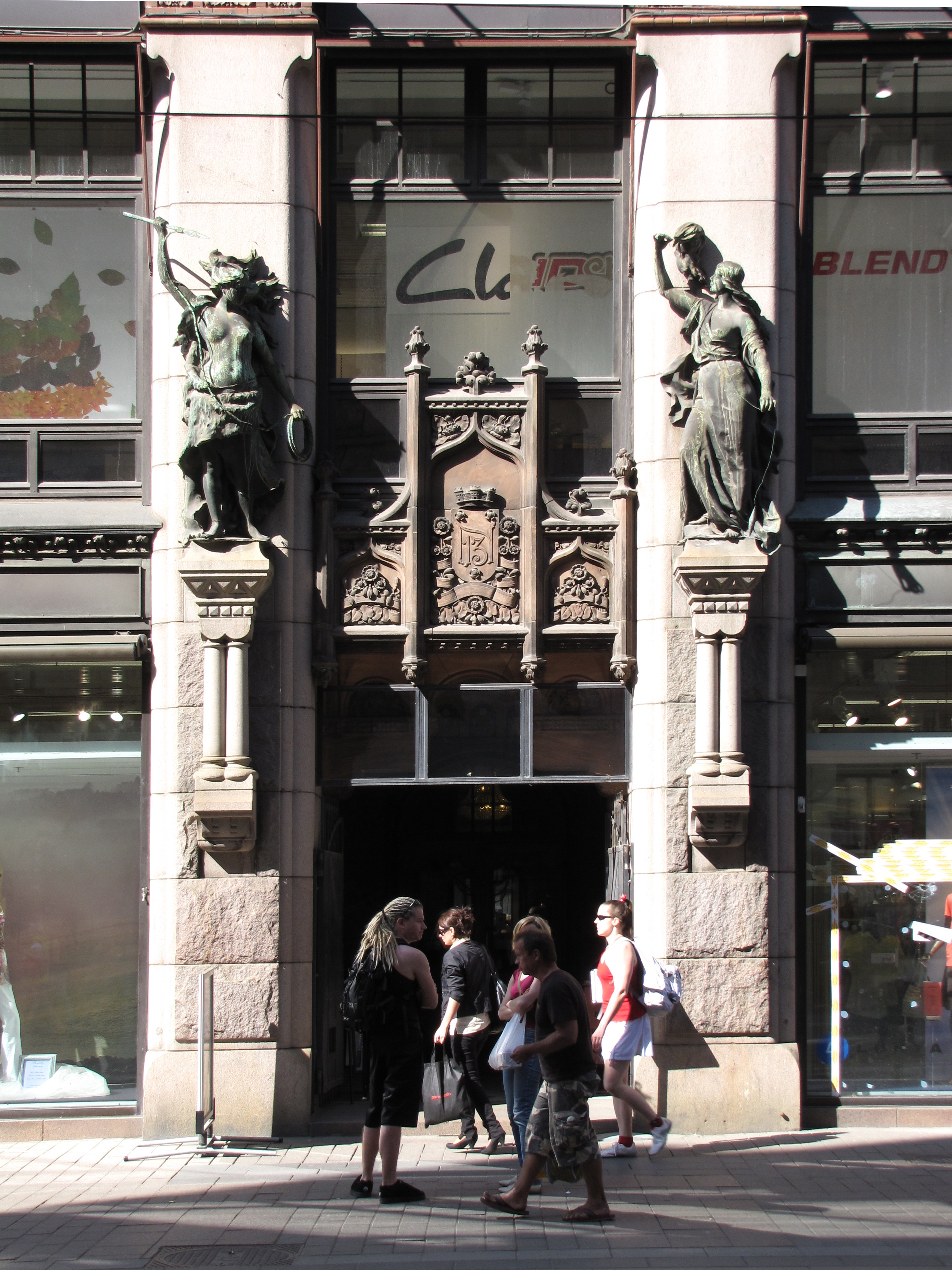
Статуи Аллегории Прядение и Охота, 1900.
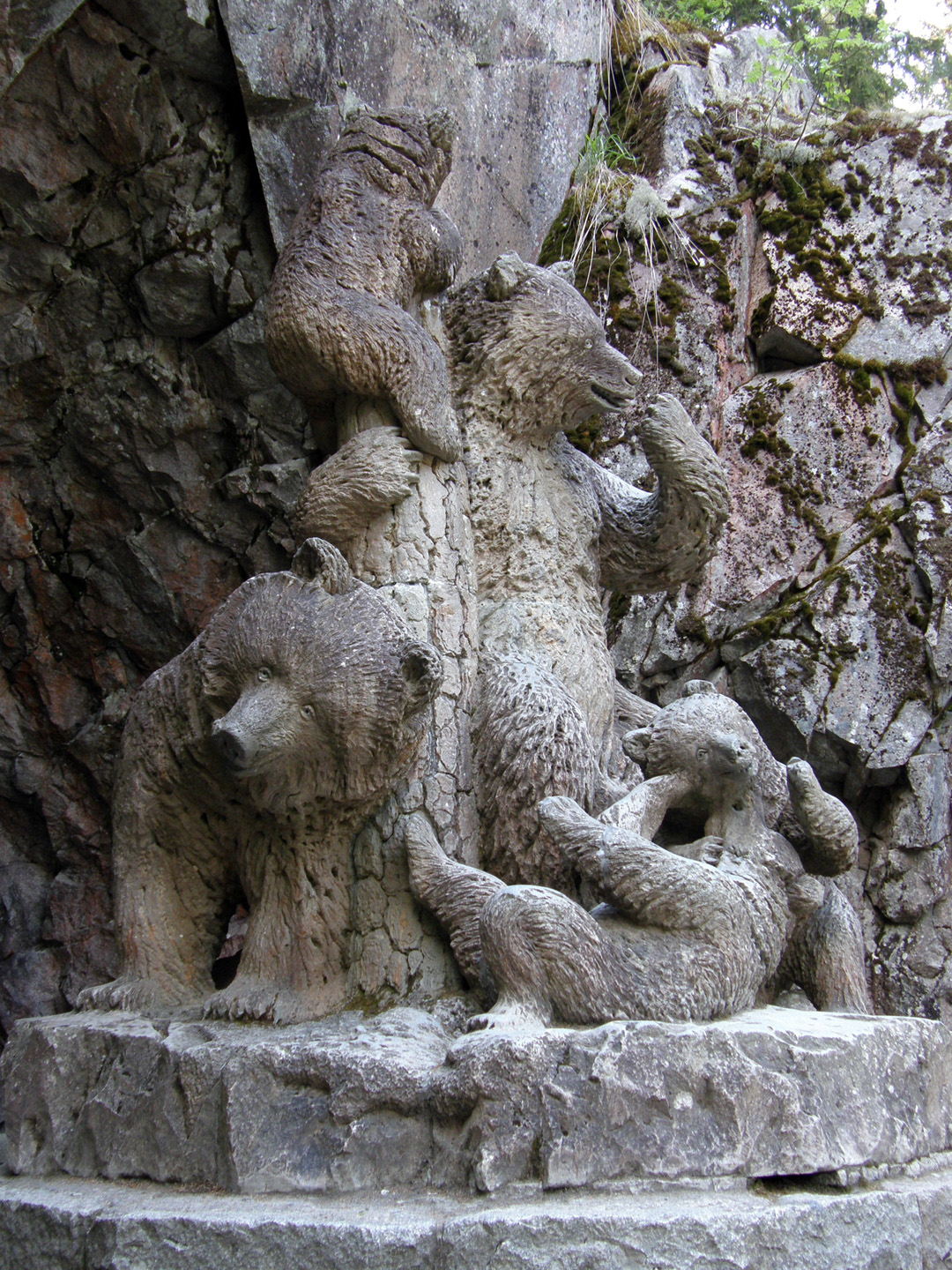
Медведи, 1906.